# ثيودور إم. بوميروي
ثيودور إم. بوميروي هو محامي وسياسي أمريكي، ولد في 31 ديسمبر 1824 في كايوغا في الولايات المتحدة، وتوفي في 23 مارس 1905 في أوبورن في الولايات المتحدة. نشط حزبياً في الحزب الجمهوري.

## مناصب
- انتخب عضو جمعية ولاية نيويورك  [لغات أخرى]‏.
- انتخب الناطق باسم مجلس النواب الأمريكي (3 مارس 1869 – 4 مارس 1869).
- انتخب عضو مجلس ولاية نيويورك  [لغات أخرى]‏.
- انتخب عضو مجلس النواب الأمريكي [الإنجليزية]‏ (4 مارس 1863 – 3 مارس 1869).